# Roquefort, Lot-et-Garonne
Roquefort är en kommun i departementet Lot-et-Garonne i regionen Nouvelle-Aquitaine i sydvästra Frankrike. Kommunen ligger i kantonen Laplume som tillhör arrondissementet Agen. År 2022 hade Roquefort 2 091 invånare.

## Befolkningsutveckling
Antalet invånare i kommunen Roquefort
| Referens: INSEE |